# Uganda
Uganda (officielt Republikken Uganda) er en indlandsstat i det østlige Centralafrika. Landet støder mod sydøst op til Victoriasøen, mod øst til Kenya og mod nord til Sydsudan. Mod vest er der grænse til Den Demokratiske Republik Congo samt Rwanda, og mod syd ligger Tanzania.

## Geografi
Uganda er en del af Østafrika, som traditionelt består af to regioner, som geografisk og historisk i mange henseender hænger sammen: det traditionelle Britisk Østafrika, som består af Kenya, Tanzania og Uganda, og Afrikas horn, som består af Somalia, Djibouti, Eritrea og Etiopien.
Uganda ligger centralt i Østafrika, mellem breddegraderne 4°N og 2°S og længdegraderne 29° og 35°E, på et bjergplateau, som har de højeste bjergtoppe på det afrikanske kontinent. Mellem dem ligger det højplateau, som er Uganda, ved Victoriasøen. Bjergplateauerne har et antal bjergtoppe, som når op til 5.000 meter.
Uganda har så mange søer, at det undertiden kaldes Great Lakes Valley. Ved siden af Victoriasøen findes Kyogasøen, Albertsøen, Edwardsøen og den mindre Georgesøen.
To parallelle riftdale, som er dele af det store Østafrikanske gravsænkning løber gennem hele regionen i nord-sydlig retning, så at de præcis omgiver Uganda. Den østlige, Great Rift Valley, strækker sig fra Det Røde Hav med Adenbugten, gennem Etiopiens højland ned gennem Kenya til Tanzania. Den vestlige, Rift Valley, går langs Ugandas og Tanzanias vestlige grænse; mellem de to kontinentale dalgange findes det højplateau, som består af Uganda og det vestlige Kenya og det vestlige Tanzania med Victoriasøen i midten, som deles mellem de tre lande.
Fra Uganda og Victoriasøen, som ligger i ca. 1.100 meters højde over havet, løber Nilen mod nord fra Jinja. Floden udgør et af verdens største flodsystemer med en længde på cirka 6.670 kilometer. Afvandingsområdet er omtrent 3.250.000 km2, hvilket modsvarer omkring 10 % af Afrikas areal. Udløbet ved mundingen er 2.830 m3 per sekund. Victoriasøen betragtes normalt som Nilens vigtigste kilde. Søen har dog flere tilløb af anselig længde fra andre store søer i det østafrikanske riftsystem. Nilens fjerneste kilde er Ruvyironza-floden i Burundi, en af Kagera-flodens øvre forgreninger. Kagera strækker sig 690 kilometer, inden den når Victoriasøen.
- Laveste punkt: Albertsøen, 621 meter over havet
- råstoffer: kobber, kobolt, guld, diamanter, coltan, tin, fosfat, wolfram, jern, geotermisk energi, vandkraft, kalksten, salt, dyrkningsbar mark

Ugandas totale areal er 241.550,6 km2, hvoraf 197.322,7 km2 var landareal i 1995, eksklusive vandløb og permanente vådområder.

### Større byer
Ugandas største byer, med indbyggertal ved folketællingen i 2014.
- Kampala (hovedstad) (1.516.210)
- Kira (313.761)
- Mbarara (195.013)
- Mukono (161.996)
- Gulu (152.276)
- Nansana (144.441)
- Masaka (103.829)
- Kasese (101.679)
- Hoima (100.625)
- Lira (99.059)

### Klima
Ækvator går tværs over Uganda. Trods dette er klimaet på grund af den store højde ikke så hedt og tørt, som man kunne forvente. Det sydlige Uganda har et fugtigt og jævnt klima. Ved Entebbe på den nordlige kyst af Victoriasøen falder den meste regn mellem marts og juni og i november/december. Længere mod nord, fra Gulu og nord på mod Sydsudan, regner det kun i en kortere tid, og næsten ikke i november/december.
I det nordøstlige Uganda, i Karamoja-regionen, har man det tørreste klima, mens det i Rwenzori i det sydvestlige Uganda, på grænsen til Den Demokratiske Republik Congo, regner hele året rundt.
I størstedelen af Uganda er klimaet tropisk med to tørre tider; fra december til februar og fra juni til august. I den nordøstlige del af landet (Karamoja) er klimaet halvtørt. Ugandas klima og temperatur er udover i Karamoja stabilt, med høj fugtighed og temperaturer mellem 22 °C og 30 °C. De mange søer og floder giver Uganda et middelhavsklima året rundt. Selv under regntiden er klimaet det samme, skønt med et stort skybrud i en time om dagen, mens det er sol og varmt under den resterende tid.

### Miljø
Eftersom flertallet af Ugandas veje er grus- og sandveje, skaber regntidens skybrud enorme trafikproblemer, fordi vejene regner eller flyder bort.
Et af Ugandas største miljøproblemer, og tillige et økonomisk problem, er ulovlig skovhugst, som sker, når befolkningen forsøger at skaffe sig træ. Det skaber jorderosion og konflikter med jordejerne. Jordlovene i Uganda er en anden kilde til disse miljøproblemer. Det politiske establishment har for at vinde stemmer fra de mange fattige mennesker, som ikke ejer jord, gennemført en reform, hvor en jordløs, en såkaldt squatter, hvis han har taget en bid jord fra nogen, som ejer jorden, modsvarende skal betale værdien af det, han har dyrket på jorden, hvis jordejeren vil tage sin jord tilbage. Eftersom en stor del af jorden i Uganda ejes gennem hævd, det vil sige ved, at stammen, byen eller familien siden arilds tid har ejet og brugt jorden, gør dette, at konflikter med jordstjælende squatters bliver stadig mere almindelige og samtidig sværere at regulere. Håndteringen af disse squatters, som fælder andres skov, har ført til, at alle Ugandas skove i princippet er blevet fældet siden 1990, og at en omfattende skovplantning nu skal til, for at folk skal kunne fortsætte med at lave mad på traditionel vis.
Uganda har rigelig adgang til frisk vand og en jord med et højt naturligt fosfatindhold, hvilket gør, at frugtbarheden er så stor, at det er muligt at høste op til syv gange per år i jordbruget. Dette er hovedårsagen til, at der aldrig har været hungersnød i Uganda, og at Uganda historisk har været en stor eksportør af alt fra kaffe, te, sukker, palmeolie, majs, frugt og grøntsager til matoke, den ugandiske nationalret, som er en slags stor madbanan.
Uganda har tidligere været en stor eksportør af fisk. Fiskeriet i søer og floder er dog aftaget, efter at kinesiske virksomheder indførte store trawlere til Victoriasøen og rovfiskede i en sådan udstrækning, at myndighederne gik ind og forbød denne type af fiskeri. I dag fisker man med traditionelle kanoer og relativt små net. Tilapia er den fiskeart, som værdsættes mest, mens den langt større nilaborre, som udsattes med henblik på fiskeriet, ikke kan fanges med de små i dag tilladte net.
Den store forflytning af befolkningen til hovedstaden Kampala leder til problemer. Al madlavning sker med brændsel eller kul, og byen, som havde en bykerne på knap en million indbyggere, er under de seneste år vokset til cirka syv millioner ifølge myndighedernes skøn. Af dem bor flertallet i de store områder i udkanten af byen, (der ligner shantitowns). Den høje økonomiske vækst har ført til, at stadig flere har fået råd til at købe bil, mens en stor del af vejnettet er af ringe kvalitet. Dette gør, at udstødningsgasser og vældige trafikpropper store dele af dagen gør det centrale Kampala vanskeligt fremkommeligt. Afbrænding af træ og olie samt den store mængde trafik med gamle biler gør, at udstødningsgasserne bliver til smog over byen.
Uganda har mange hundrede kilometer af strande, hundredvis af øer: Ssese-øerne i Victoriasøen, hundredvis af floder og småsøer. Dette har ført til en satsning på miljøturisme. Lodges og yacht-klubber, resorter og store femstjernede hoteller er blevet bygget. Udnyttelsen sker frem for alt på Victoriasøens strande. Inden Uganda blev selvstændigt, var turismen en af Ugandas største indkomstkilder. Det er stadig muligt at finde rester af de britiske golfklubber, idrætsanlæg og rugby- og cricketanlæg over hele Uganda.

### Nationalparker og storvildtsreservat
Nationalparker i Uganda som forvaltes af "Uganda Wildlife Authority".
- Bwindis uigennemtrængelige nationalpark
- Kibale Nationalpark
- Kidepo Valley Nationalpark
- Lake Mburo Nationalpark
- Mgahinga Gorilla Nationalpark
- Mount Elgons nationalpark
- Murchison Falls Nationalpark
- Drottning Elizabeths nationalpark
- Ruwenzoribergens nationalpark
- Semuliki nationalpark
- Virungabergen Nationalpark
- Katonga Wildlife Reserve

### Administrativ inddeling
Uganda er inddelt i 111 distrikter og en by (hovedstaden Kampala) opdelt i fire administrative regioner. De fleste distrikter har navn efter den vigtigste bebyggelse, der udgør det enkelte områdes kommercielle og administrative centrum. Alle distrikterne er videre inddelt i counties og municipalities. Den højeste valgte repræsentant for et distrikt er den valgte formand for distriktets repræsentationsforsamling.
Parallelt med den officielle administrative inddeling findes der fem traditionelle kongeriger med en vis kulturel autonomi: Toro, Ankole, Busoga, Bunyoro og Buganda.

## Demografi
Et stort sundhedsproblem er hiv og aids. I 2001 var 5 % af den voksne befolkning smittet, og frem til samme år var 84.000 personer døde af aids. 51 % af befolkningen lever under fattigdomsgrænsen, det vil sige for mindre end 1,25 dollar per dag.
- Befolkningens gennemsnitsalder: 14,9 år (2002), og med den befolkningseksplosion, som pågår, skønner man, at den nu er nærmere 12 år (2011)
- Spædbørnsdødelighed: nær 9 % (2003)
- Befolkningens gennemsnitslevetid: 43,9 år (2003)
- Flygtninge: ifølge UNHCR fandtes i slutningen af 2001 over 178.000 flygtninge i Uganda, de fleste fra Sudan, men også fra Congo (Kinshasa) og Rwanda.
- Analfabetisme: Cirka 30 % af befolkningen ældre end 15 år var analfabeter i 2003.

### Sprog
Sprog: engelsk (officielt), swahili, ganda (eller luganda), andre niger-kongolesiske sprog, nil-sahariska sprog, arabisk.

### Etnicitet
Etniske grupper: baganda 17 %, ankole 8 %, basoga 8 %, iteso 8 %, bakiga 7 %, langi 6 %, rwandier 6 %, bagisu 5 %, acholi 4 %, lugbara 4 %, batoro 3 %, bunyoro 3 %, alur 2 %, bagwere 2 %, bakonjo 2 %, jopodhola 2 %, karamojong 2 %, rundi 2 %, ikke-afrikanere 1 %, andre 8 %

### Religion
Religion: katolikker 33 %, protestanter 33 %, indenlandske religioner 18 %, muslimer 16 %.
De fleste ugandiere regner sig i dag som kristne. Men mange er også muslimer. Omtrent en tredjedel af befolkningen tilhører Church of Uganda.
Der findes flere indenlandske, traditionelle religioner i Uganda, spredt mellem de folk, som findes i landet. Blandt dem findes der visse elementer, som forekommer i flere af religionerne. De har ofte flere guder eller ånder, de tror på, af varierende vægt og betydning. De tror også på, at de dødes ånder lever videre, og de har ofte forfædredyrkelse. Disse religioner er blevet mindre almindelige, efter at kolonisationen tog fart i Uganda i 1800-tallet. I dag udøver 18 % af Ugandas befolkning indenlandske religioner.

#### Bantufolkene
Baganda, Ugandas største etniske befolkningsgruppe, troede på en skabergud, de kaldte Katonda. Denne gud havde hverken forældre eller børn. Man tilegnede Katonda tre templer i Baganda, alle beliggende i Kyaggwadistriktet og passede af præster af Njovuklanen. Udover Katonda fandtes der også flere guder og ånder; de kaldtes Balubaale og lå bag såvel fremgang som modgang i blandt andet sundhed, forretninger og jordbrug. Baganda troede, at sjælen levede videre, efter at kroppen var død. Et almindeligt menneskes ånd kaldtes for mizemu. Man troede, at deres spøgelser hjemsøgte dem, den døde havde fjendskab mod. En mizimu troedes at kunne indtage objekter i naturen, så som sten og træer, gjorde de det blev de i stedet misambwa.
Basambwia- og Bagwefolkene troede, at der blandt menneskerne fandtes højere væsener. De troede også på, at de dødes ånder levede vidare og at de var tvungne at holdes i ro for ikke at forårsage ulykker, sygdom og død. For at berolige disse ånder havde hver familie et tempel, som man kaldte indaro, hvor man gav åndærne offergaver.
Bakonjofolket troede på og dyrkede to højere væsener, Kalisa og Nyabarika. Kalisa var halvt menneske og halvt monster. Nyabrika anså man som den største ånd, og denne bar på kraften til at hele, dræbe, hjemsøge samt kraften til at fremkalde både frugtbarhed og ufrugtbarhed. Både Kalisa og Nyabrika tilegnedes små bambutempler.
Bagisufolkets tro var stærkt forbundet med heksetrolddom. En anden vigtig del i troen var forfædrenes ånder, som man troede kontrollerede begivenheder i de levendes hverdag. Det var vigtigt at holde dem tilfredse.
Batooro og Byankore havde en gud, de kaldte Ruhanga. Han, troede man, var skaberen af alt og en god og velvillig gud. Så længe, man ikke skadede Ruhanga, gjorde han heller ikke nogen ondt. Man troede også på onde ånder, troldkarle og hekse, som gennem deres magi kunne forårsage infertilitet, sygdom, ulykke, død, dårligt vejr og tørke. Man troede, at visse mennesker var medium som virkede for Ruhanga, men at der ved siden af dem også fandtes dem, som virkede for djævelen. Man troede på flere guder og ånder, emandwe. De kunne være unikke for hver familie eller klan. Man dyrkede disse guder gennem dans og sang eller med offergaver i form af øl og gedekød.
Folkegrupperne acholi, lugbara, langi, jophadhola og alur troede på et højere væsen, de kaldte Jok. Joks tempel kaldtes abila, og i det gaves alle offergaver til guden. De havde også en gud ved navn Lubanga, denne var ond og skulle fra tid til anden beroliges. Disse folk havde flere guder og andre åndelige væsener, de troede på, Bandwa, Jupa Jogi och Jupa Jok hed nogle af de vigtigste. At dyrke guderne var ikke noget, man rutinemæssigt gjorde, men noget man gjorde i tider af sygdom og anden ulykke. Deres myter berettede historier som sagde, at det første menneske var en mand ved Luo, hans fader var Jok og hans moder var jorden. Lugbara havde en skabelsesmyte, hvor en overnaturlig kvinde, Meme, fik sin livmoder fyldt med alle levende skabninger på jorden af gud. En gaselle skulle siden have sparket livmoderen itu. Alle dyr sprang ud og således opkom liv på jorden. Disse folk troede også, at de dødes ånder levede videre. De troede, at ånder af døde familiemedlemmer kunne hjælpe dem, som endnu var i live i slægten, hvis man behandlede dem vel og derfor gav man dem offergaver.
Nubi havde en animistisk tro. Af alle ånder var den vigtigste og mest centrale i deres tro den, som tilhørte Nilen.
Madifolket troede på forfædre, som de kaldte for ori. De troede, at disse havde en direkte tilknytning til de levendes verden og al ulykke, der ramte dem, skyldtes ånderne. Når nogen blev syg eller ramt af nogen anden ulykke, antoges en heksedoktor som hjalp den ramte med at finde ud af hvilken død slægtning, som lå bag det onde. Når det var bestemt, ofrede man sager til ånden for at tilfredsstille den.

## Historie

### Prækolonial historie
På grund af talrige fossile fund drager mange antropologer den nærliggende slutning, at menneskets vugge befandt sig i det østafrikanske område, dvs. det område som nu dækkes af Uganda og dens nabostater. Det må antages, at Uganda tidligere var dækket af ubrudt tropisk regnskov, som var beboet af jagende pygmæstammer. For omtrent 2000 år siden blev disse stammer trængt tilbage af landbrugsdyrkende bantufolk. Omkring det 18. århundrede dominerede to etniske grupper det nuværende Uganda: i syd levede bantustammer, som overvejende var bønder, og hertil kom de nomadiske stammer, niloternene. Fra det 15. århundrede opstod i det nutidige sydlige Uganda aristokratier, som stadig er delvis eksisterende. Her havde kongeriget Buganda en førende rolle.

### Kolonisering
Allerede før europæernes indtog i det 19. århundrede var der arabiske købmænd i området nord for Victoriasøen. Der eksisterede dengang tre kongeriger: Bugunda, Kitara samt Karagwe. Arabernes motiv var elfenben og slavehandel. I nogle områder etablerede den islamske tro sig. I mange andre regioner forblev naturreligionerne at være førende.
Omkring 1860 genopdagede de britiske forskere Grant og Speke Nilens kilder. Først omkring denne tid begyndte den europæiske kolonisering af Østafrika. Samuel Baker afviste de tidligere legender om, at det indre af Afrika skulle være arnestedet for kannibalisme. De første europæere, der slog sig ned i området, var katolske og protestantiske missionærer. De formåede på forholdsvis kort tid at omvende mange befolkningsgrupper til kristendommen, mens islam ikke kunne få ståsted.
1884/1885 enedes de to kolonimagter Tyskland og Storbritannien på Berlinkonferencen om opdelingen af Østafrika. Briterne fik overhøjhed over det østafrikanske højlands- og søområde, og ligeledes dannedes det såkaldte Tysk Østafrika i det område, hvor de nuværende lande Tanzania, Rwanda og Burundi ligger, mens de nuværende stater Uganda og Kenya var sammenlagt som Britisk Østafrika.
I 1888 blev området underlagt Det britiske ostindiske kompagni. Dette dækkede den britiske krones økonomiske og politiske interesser i Britisk Østafrika. Den indgik flere beskyttelseskontrakter med Bantu-kongeriget.
I året 1893 krævede Sir Gerald Portal i Entebbe, hvor landets nuværende, internationale lufthavn ligger, Uganda inddraget under den britiske krone. 1894 blev Uganda en del af et britisk protektorat. Dog måtte man føre flere krige for at bryde modstanden blandt den oprindelige befolkning mod oprettelsen af et kolonialt statssystem.
1902 blev området Britisk Østafrika opdelt i to forvaltningsenheder, som svarede til de nuværende stater Uganda og Kenya.
Den koloniale økonomi begrænsede sig i begyndelsen til opdyrkningen af eksportafgrøderne bomuld og kaffe. I modsætning til Kenya forblev antallet af europæiske tilflyttere ringe, så at landbrugsjorden for en stor del forblev i hænderne på den lokale befolkning eller aristokratiet. Efter at den britiske kolonialforvaltning havde bygget jernbanen, flyttede adskillige asiater til Uganda. De har efterfølgende sat sig på en stor del af handelen og industrien.

### Uafhængighed
I 1950'erne indledtes en vis demokratiseringsproces. Der opstod partier og en såkaldt kongres. 1962 blev Apollo Milton Obote den første premierminister i landet, der på dette tidspunkt var blevet delvist uafhængigt.
Idet Obote forsøgte at opløse de gamle kongeriger, hvilket medførte massakrer, fjernede han sig fra befolkningen. Dette blev udnyttet af Idi Amin. Mens Obote var ude af landet, overtog Amin kontrollen. Dette blev i vide kredse i ind- og udlandet hilst velkommen, men Amins omdømme ændrede sig efterfølgende, da han viste sig som en blodig tyran.
I april 1979 blev byen Kampala befriet under anførsel af Yoweri Museveni. Men ved de efterfølgende valg blev Obote og ikke Museveni valgt. Derefter gik Museveni, som anklagede Obote for valgsvindel, in the bush. Dette betyder i Afrika guerillakrig.
Museveni har været ved magten siden 1986. I midten til slutningen af 1990'erne, blev han rost af Vesten som en del af en ny generation af afrikanske ledere. Hans formandskab har medtaget engagement i borgerkrigen i Den Demokratiske Republik Congo (DRC) og andre konflikter i det indre Afrika, såsom borgerkrigen mod Lord's Resistance Army.

### I krig med nabostater
I august 1998 gennemførte Rwanda og Uganda en invasion i Congo for at vælte Museveni´s tidligere allierede, Congos præsident, Laurent Kabila. Museveni traf sammen med et par nære militære rådgivere beslutningen om at sende de UPDF i Congo. Tilsyneladende er det ugandiske parlament og civile rådgivere ikke blevet hørt, som 1995-forfatningen kræver. Den officielle begrundelse, Uganda gav for interventionen, var at stoppe et folkedrab mod Banyamulenge i Congo i forening med rwandiske styrker, og at Kabila havde undladt at stille sikkerhed langs grænsen, hvilket gjorde det muligt for The Allied Democratic Forces (ADF) at gå til angreb ind i Uganda fra Congo. I virkeligheden var Ugandas tropper ikke indsat i grænseområdet, men drog mere end 1.000 kilometer vestover fra Ugandas grænse til Congo  for at støtte oprørerne i Mouvement de Libération du Congo (MLC), som søgte at vælte Kabila. Derfor var de ikke i stand til at forhindre ADF i at invadere den store by Fort Portal og overtage et fængsel i det vestlige Uganda.
Tropper fra Rwanda og Uganda plyndrede Congos rige mineralforekomster og tømmer. USA reagerede på invasionen ved at suspendere al militær bistand til Uganda, en skuffelse for Clinton-administrationen, som havde håbet at gøre Uganda til kernen i det afrikanske Crisis Response Initiative.
I 2000 udvekslede rwandiske og ugandiske tropper ild ved tre lejligheder i den congolesiske by i Kisangani, hvilket har ført til spændinger og en forværring i forholdet mellem Kagame og Museveni.
Den ugandiske regering har også været kritiseret for skærpende Ituri-konflikten, en episode i Den Afrikanske Verdenskrig. Den Internationale Domstol fastslog i december 2005, at Uganda skulle betale erstatning til Den Demokratiske Republik Congo for krænkelser af menneskerettighederne.
I 2007 indsatte Uganda soldater til Den Afrikanske Unions fredsbevarende mission i Somalia.

## Politik
Landets nuværende præsident, Yoweri Kaguta Museveni, har været ved magten siden 1986.
Landets præsident er såvel landets overhoved som regeringsleder. Præsidenten udnævner en statsminister, for tiden Amama Mbabazi, der skal hjælpe ham i hans arbejde. Parlamentet kaldes National Assembly og har 332 medlemmer. 104 af dem kommer fra forskellige interessegrupper, f.eks. kvinderne og hæren (UPDF). De øvrige medlemmer vælges for en fire års periode.
Politiske partier har siden 1986 været omgærdede af stærke restriktioner men er fortsat formelt tilladte for at mindske det sekteriske vold. Efter at Museveni indrettede et ikke-partisystem kaldet ”the Movement” som styreform tillades politiske partier i og for sig at eksistere, men kun i begrænset form. De må kun have et hovedkontor og må ikke åbne filialer. De må heller ikke afholde demonstrationer og må ikke opstille modkandidater til valgene (selv om om kandidater godt må tilhøre et parti).
I juli 2005 afholdtes en konstitutionel folkeafstemning ved hvilken det tidligere i 19 år gældende forbud mod flerpartipolitik blev ophævet. Desuden ændredes grundloven således, at den tidligere begrænsning til to mandatperioder for præsidenter ophævedes således, at den nuværende præsidenten Museveni skal kunne blive siddende.
Det seneste præsidentvalg blev afholdt i februar 2011. Yoweri Museveni vandt dette over flere kandidater, hvoraf den i eksil boende Dr. Kizza Besigye var den mest fremstående.

## Menneskerettigheder
Den mangeårige konflikt i den nordlige del af landet medfører fortsat krænkelser af menneskerettighederne begået af både oprørsbevægelsen Lord's Resistance Army og af Ugandas militær. 1,4 millioner mennesker anslås som værende internt fordrevne. Tortur er fortsat udbredt i sikkerhedsstyrkerne. Angreb på politisk frihed i landet, inklusive anholdelse og mishandling af medlemmer af oppositionen, har medført international kritik. Dette kulminerede, da Storbritannien i maj 2005 besluttede at tilbageholde en del af sin ulandsbistand til Uganda.
Fornylig har græsrodsorganisationer forsøgt at skabe opmærksomhed omkring de børn, der bliver kidnappet af Lord's Resistance Army og herefter tvangshveret som soldater. Tusinder af børn ned til otteårsalderen er blevet fanget. Drengene bliver som børnesoldater tvunget til at dræbe, mens pigerne bliver tvangsgift med oprørhærens officerer. Dokumentarfilmen Invisible Children viste det forfærdelige forhold for disse børn, kendt som nattependlerere, som forlod deres landsbyer og vandrede manger kilometer hver nat for at undgå kidnapning.
Homoseksuelles rettigheder er fortsat et stridspunkt. Homoseksuelle forhold er ulovlige og fordømmes som opstået ved udenlandsk påvirkning. Dette til trods for de velkendte stammetraditioner som gik langt forud for den europæiske kolonisering fx som de forhold, der åbent fandt sted blandt Buganda kongelige.
Den 8. juli og 27. september 2005 udstedte Den Internationale Straffedomstol arrestordrer på oprørsbevægelsen Lord's Resistance Armys leder Joseph Kony, hans stedfortræder Vincent Otti, og oprørslederne Raska Lukwiya, Okot Odiambo og Dominic Ongwen. Disse ønskedes arresteret på anklager om krigsforbrydelser og forbrydelser mod menneskeheden, herunder mord, voldtægt, seksuelt misbrug, sexslaveri og rekruttering af børnesoldater.

## Uddannelsesvæsen
Analfabetisme er udbredt i Uganda, især blandt unge kvinder. Statens udgift til skolevæsenet udgjorde 5,2 % af 2002–2005 års BNP. En stor del af skolegangen i grundskolen bygger på repetition og udenadslæring.
Uganda har både offentligt ejede og private universiteter. Det største universitet i Uganda er Makerereuniversitetet, som ligger uden for Kampala. Strukturen på det ugandiske skolevæsen er at give børnene en syvårig grundskole, primary education, seksårig så kaldt secondary education (opdelt på en fireårig lavere secondary og en toårig højere secondary school), og der over en tre- til femårig udddannelse modsvarende gymnasiet, post-secondary education. Det nuværende skolesystem har i princippet været uforandret siden 1960-erne.
Skønt syvårig grundskole er obligatorisk i henhold til lov, har familier i mange af de mindre byer og i landområdernes landbrugsdistrikter ikke ladet børnene gå i skole, efter som de ikke har råd til at betale de omkostninger, som skoleuniform, bøger og udrustning fører med sig.
Statslige skoler drives ofte af den ugandiske statskirke, som har bygget skoler på jord som ejes af forsamlingerne. I grundskolen har man i slutningen af hvert læseår en eksamen for at afgøre, om eleverne skal kunne fortsætte i næste klasse. Dette fører til, at klasserne kan bestå af elever med en stor aldersspredning. Efter at have fået eksamen S7 (grundskolens syvende og sidste år) vender mange børn fra de fattigere dele af Uganda tilbage til deres hjembyer og familier i stedet for at videreuddanne sig, for at arbejde i jordbruget, som i dag sysselsætter ca 80 % af befolkningen. Derfor er det overvejende kun i regionsbyerne og i storbyerne, at der findes skoler med secondary education.
Fra secondary education og opad er uddannelsen frivillig og sker for en stor dels vedkommende i private skoler. Specielt unge kvinder rammes hårdt af dette, efter som det er kvinderne, som passer jordbruget, hjemmet og familiens sysler, og efter grundskolen bliver de ofte hjemkaldte til byen for at blive jordbrugere. Børnenes familier får ved starten af secondary education normalt en omfattende liste over alt, som skal købes for, at børnene skal kunne færdiggøre studierne. Denne liste omfatter alt fra skoleafgift, skoleuniform, bøger og andre læremidler, materiale og alt, som behøves for læseåret, ned til toiletpapir, rengøringsmidler og skopudsemidler. Alt, som findes på listen, skal være med, når eleven kommer til skolen for, at eleven skal få lov til at begynde. For de fleste familier er disse omkostninger ved uddannelse den største af familiens udgifter. Langt større end omkostning ved det hus eller den hytte, som de fattigere familier bor i.

### Universiteter
- Makerere-Universitet
- Mbarara University of Science and Technology
- Ndejje Christian University
- Bishop Tucker Theological University
- Nkozi University
- Bugema Seventh Day Adventist University
- Mbale Islamic University
- Nkumba University
- Kampala University
- Namasagali University

## Økonomi
Ugandas vigtigste næringsgren er jordbruget, som sysselsætter mere end 80 % af arbejdskraften. En stor del af det, som produceres, er økologisk fremstillet, uden kunstgødning og kemikalier. Den største eksportvare er kaffe. Andre store jordbrugsprodukter er te, bomuld, vanilje, majs og blomster.
51 % af befolkningen lever under fattigdomsgrænsen. Siden 1986 har regeringen, med støtte fra udlandet, forsøgt at stabilisere landets økonomi ved blandt andet valutareformer, forhøjede priser på eksportafgrøder og højere lønninger for de offentligt ansatte. Man vil med dette især opnå en mindsket inflation og en stigende eksportproduktion.
Ugandas børssystem fungerer som et OTC-handelssystem. En digitalisering af systemet på Uganda Securities Exchange er besluttet, men er endnu ikke sket.

### Råstofudvinding
I et omfattende program er en så kaldt mineral air scan blevet gennemført siden 2005 og et stort antal fund af nøglemetaller er gjort. Fra den udarbejdede kort over dokumenterede fund, hvor guld var den mest fremtrædende, har man lokaliseret såvel metaller som jern, kobber, tin, wolfram, bly, zink, beryllium, bismut, krom, kobolt og columbit-tantalit, som en lang række andre jordartsmetaller og industrimineraler. De største forekomster af mineraler i Uganda består dog fortsat af meget store forekomster af guld. Det så kaldte green stone belt i Den Demokratisk Republik Congo, som har gjort Congo til en af verdens største guldeksportører, fortsætter ind i Uganda. Disse forekomster af guld blev opdagede allerede i den britiske kolonitid, men er siden da ikke blevet udvundet i nogen større udstrækning. Forekomsterne er nu genopdagede, og projektet planlægges at være klart for præsentation i 2012. Minedriften er et af Ugandas områder med stor udviklingspotentiale.

### Energiudvinding
Næsten al elektricitet produceres ved vandkraft, og Uganda eksporterer også el, især til Kenya. Udredninger, som er blevet gjort, blandt andet i samarbejde med eksperter fra Sverige, Tyskland og Island, har påvist store forekomster af geotermisk aktivitet som egner sig til elproduktion. En kraftig udbygning inden for energisektoren pågår, og planlægges at mangedoble produktionen.

### Olieprospektering
Under olieprospekteringer i Uganda i anden halvdel af 2008 fandt man de største oliefelter syd for Sahara. Planlægning af opbygning af raffineringskapacitet og pipelines pågår. Oliefelterne er vurderede til at være større eller lige så store som felterne i Saudi-Arabien og ved Den Persiske Bugt. Ifølge amerikanske eksperter tyder meget på, at oliefelterne under Bunyoro i størrelse konkurrerer med oliefelterne i Saudi-Arabien. "Ugandas oliereserver kan modsvare Golflandenes", ifølge Sally Kornfeld, analytiker ved afdelingen for fossile brændsler ved USA's energiministerium.
Kampen om oliereserverne har ført til interne konflikter og mistanker mod højere tjenestemænd, som mistænkes for at have forsøgt at skaffe sig økonomiske fordele i forhandlingerne om olieudvinding og salg af dele af oliefelterne. I oktober 2011 igangsattes en bestikkelsesudredning, efter at Crane Bank tilbød at frigive information til myndighederne i Uganda og parlamentet mod, at bankens ejere ikke skulle dømmes for medvirken. Dr. Sudhir Ruparelia er tidligere dømt og straffet for flere lignende forbrydelser men er i dette tilfælde statens hovedvidne. Som hovedvidne ventes dr. Sudhir Ruparelia at undgå anklage og sidder fortsat i Crane Banks ledelse. De hovedmistænkte er Ugandas udenrigsminister Sam Kutesa og indenrigsminister Hillary Onek. Også Ugandas statsminister Amama Mbabazi er mistænkt men tilbageviser anklagerne.Skabelon:Källa behövs Kopier af dokumenter viser, at Kutesa modtog bestikkelserne gennem sit private firma East African Development Company. Dokumenterne, som er forelagt parlamentet, viser, at 17 millioner britiske pund (mere end 70 milliarder UGX) overførtes via banken EFK i Zürich. Pengene sendtes fra en konto i en bank på Malta tilhørende Tullow Oil gennem en transaktionsbank i Dubai. Ministrene er de første højere myndighedspersoner, som anklages som følge af Ugandas hårdere kamp mod korruption.

## Samfærdsel
Jernbanerne i Uganda er ejede af selskabet Uganda Railways Corporation (URC). Selskabet blev dannet i 1977 efter, at East African Railways Corporation (EARC) blev delt, og URC overtog de dele af jernbaneanlæggene, som lå i Uganda.